# 吉原七不思議
吉原七不思議（よしわらななふしぎ）は、東京都台東区に江戸時代から存続している遊廓街吉原を舞台にした駄洒落。不思議と言っても怪談である本所七不思議などとは違って、こちらはユーモアや冗談を中心にした駄洒落である。七不思議と言っても7つ以上のエピソードが存在する。

## 七不思議
大門（おおもん）あれど玄関なし
吉原遊郭の入口には「吉原大門」と呼ばれる楼門があった。門の向こうは遊ぶ場所、どこぞのお屋敷へ通じるわけではない。
茶屋あれど茶は売らず
茶屋といえば街道筋などの休憩所のことだが、吉原では「引き手茶屋」、すなわち遊女や遊郭の紹介所を指す。茶を出してくれるわけではない。
角（すみ）町あれど中にある
「角町」とは遊郭内の一区画の名で、吉原街の中ほどにあった。角っこにあるわけじゃねえよ、という駄洒落。
揚屋あれど揚げはなし
「揚屋町」も区画の名。揚げものを売っているわけではないという駄洒落。
やり手といえど取るばかり
やり手とは遊女の管理や営業を行う「遣り手ババア」のこと。「やる」とは言っても金を取るだけという皮肉。
年寄りでも若い衆
遊郭に勤める男性の従業員は歳に関係なく「若い衆」と呼ばれていたことをからかったもの。
河岸（かし）あれど魚なし
「河岸」とは低価格で遊べる場末の遊郭の俗称。魚河岸ではないから、当然魚も売っていない。
水道あれど水はなし
当時の吉原の突き当たりや町はずれを「水道尻」という俗称で呼んでいた。べつに水道（水路）が引いてあるわけでもない。